# Noémi Besedes
Noémi Besedes est une actrice suisse née le 14 mars 1980 à Bâle.

## Biographie
Elle est connue en Suisse pour son travail chez VIVA Schweiz 1999-2001,.

## Filmographie

### Télévision
- 2009 : Unter uns de Frank Fabisch : Rosi Hartmann
- 2009 : FRIENDSHIP MTV SPOT de David Reimers : conductrice
- 2013 : Au rythme de la vie (Gute Zeiten, schlechte Zeiten) de Klaus Witting : Alexandra Happe

### Cinéma
- 2009 : Inglourious Basterds de Quentin Tarantino : vedette de film allemande
- 2009 : Verbotene Liebe d'Ute Hilgefort : Anna Lindenau
- 2011 : Mann tut was Mann kann de Marc Rothemund : Katja Riebinger
- 2012 : Anleitung zum Unglücklichsein de Sherry Hormann : femme blonde (non créditée)
- 2014 : Un enfant dans la tête (I Am Here) : Serveuse (non créditée)
- 2016 : Oboleo : Evelyn